# Elly Ameling
Elisabeth Sara Ameling, más conocida como Elly Ameling (Róterdam, 8 de febrero de 1933), es una soprano neerlandesa.
Estudió con Bodi Rapp y su carrera comenzó cuando obtuvo el primer premio durante el Vocal Concours en Bolduque en (1956) y el Concours International de Musique en Ginebra (1958). 
Dedicó su carrera principalmente al canto de concierto y de lieder con algunas incursiones en la ópera y se convirtió en una cantante mundialmente conocida por sus recitales de canciones francesas y alemanas, así como por sus destacados talentos interpretativos. Está igualmente dotada para la música de cámara, orquestal, óperas, y oratorios. Dio su primer recital en los Estados Unidos en el Lincoln Center de Nueva York en 1968 y actuó en su primera ópera en 1974, como Ilia en el Idomeneo de Mozart en Washington D. C..
Su amplio repertorio incluye obras contemporáneas, en particular de sus paisanos Bertus van Lier y Robert Heppener. Ha grabado más de ciento cincuenta álbumes y ha obtenido muchos premios, incluyendo el The Edison Award, el Grand Prix du Disque y el Preis der Deutsche Schallplattenkritik. Gracias a los servicios prestados en el campo de la música, el gobierno neerlandés la hizo Ridder (Caballero) de la Orde van Oranje Nassau.

## Discografía (selección)
- Icon: Elly Ameling, The Dutch Nightingale (8CD), 2012, EMI Classics
- 15 Lieder de Schubert, con el pianista Dalton Baldwin, para Philips.
- 'Serenata' (con Rudolf Jansen al piano). Grabación con diversas obras ligeras y lentas, entre otras: La Serenata de Francesco Paolo Tosti; Weep you no more, sad fountains de Dowland o La diva de L'Empire de Erik Satie, para Philips.
- 'Bel Canto del siglo XVIII', con la Orquesta de la Gewandhaus de Leipzig, dirigida por Kurt Masur. Grabación de arias de ópera barrocas y clásicas, entre otras: Caro mio ben de Giordani, E pur così...Piangero la sorte mia, de Giulio Cesare de Händel; Thy hand, Belinda... When I am laid in earth, del Dido and Aeneas de Henry Purcell.
- Elly Ameling 75 jaar, Live Concertopnamen 1957-1991, Nederlandse Omroep (5CD), 2008, radiodifusión 1957-91, incl. Richard Strauss "Vier letzte Lieder", Van Omnium audiovisueel, GW 80003.
- The Artistry of Elly Ameling (5CD), Philips (Universal).
- Elly Ameling, After Hours..., Songs de Gershwin, Porter, Prévert e.o.; E.A., Louis van Dijk, Philips (Universal).
- Elly Ameling, Sentimental Me, Songs de Porter, Ellington, Sondheim e.o.; E.A., Louis van Dijk, Polygram Classics.
- Elly Ameling, Sweet Was The Song, international christmas songs, EMI.
- Elly Ameling, The Early Recordings (4CD), DHM (Sony BMG).
- Bach, Arias de Cantates pour soprano, hautbois and B.C., E.A., Han de Vries (Hautbois), Albert de Klerk (Orgue), Richte van der Meer (Violoncelle), EMI.
- Bach, Bauern-, Kaffee-, Hochzeitskantate, Non sà che sia dolore, E.A., G.English, S.Nimsgern, Collegium Aureum, DHM (Sony BMG).
- Bach, Kantaten, Ein feste Burg, Jauchzet Gott, Wachet auf, English Chamber Orchestra, Raymond Leppard, Dt. Bachsolisten, Helmut Winschermann, Philips (Universal).
- Bach, Johannes-Passion, Stuttgarter Kammerorchester, Karl Münchinger, Decca (Universal).
- Bach, Matthäus-Passion, Stuttgarter Kammerorchester, Karl Münchinger, Decca (Universal).
- Bach, Magnificat/Osteroratorium, Stuttgarter Kammerorchester, Karl Münchinger, Decca (Universal).
- Bach, Weihnachtsoratorium, Stuttgarter Kammerorchester, Karl Münchinger, Decca (Universal).
- Berlioz, Les Nuits d'été, Atlanta S.O., Robert Shaw, Telarc.
- Brahms, Lieder, E.A., Rudolf Jansen, Hyperion.
- Fauré, Lieder, Complete Songs (4CD), E.A., Gérard Sozay, Dalton Baldwin, Brilliant (Joan Records).
- Fauré, Requiem, Rotterdam Philharmonic Orchestra, Jean Fournet, Philips (Universal).
- Grieg, Peer Gynt, San Francisco S.O., Edo de Waart, Philips (Universal).
- Händel, Messias, St Martin-in-the-Fields, Sir Neville Marriner, Decca.
- Haydn, Orlando Paladino, Orchestre de Chambre de Lausanne, Antal Dorati, Philips (Universal).
- Mahler, Symphonie Nr.2 & Symphonie Nr.4, Royal Concertgebouw Orchestra, Bernard Haitink, Philips (Universal).
- Martin, Le mystère de la nativité, Orchestre de la Suisse Romande, Ernest Ansermet, Cascavelle.
- Martin, Frank Martin interprète Frank Martin, E.A. e.o., Frank Martin, Jecklin Disco.
- Mozart, Requiem, Wiener Philharmoniker, Istvan Kertesz, Decca.
- Mozart, Schubert, Opern-und Konzertarien, Rotterdam P.O., Edo de Waart, Pentatone.
- The Complete Mozart Edition Vol. 24 (Lieder, Notturni), Philips (Universal).
- Mendelssohn, Elias, Leipziger Gewandhausorchester, Wolfgang Sawallisch, Philips (Universal).
- Poulenc, Edition du centenaire 1899-1963 (Melodien und Lieder), EMI Classics.
- Ravel, Mélodies-Lieder, Shéhérazade, E.A., Rudolf Jansen, Erato (Warner).
- Schubert, Lieder (4CD), E.A., Dalton Baldwin, Rudolf Jansen, Philips (Universal).
- Schubert, Schumann, Lieder, Elly Ameling, Jörg Demus, DHM (Sony BMG).
- Schubert, Duette-Terzette-Quartette, E.A., Janet Baker, Dietrich Fischer-Dieskau, Peter Schreier, Gerald Moore, Deutsche Grammophon.
- Schumann, Frauenliebe- und Leben, E.A., Dalton Baldwin, Pentatone.
- Vivaldi, Berühmte geistliche Chorwerke, Nulla in mundo pax, English Chamber Orchestra, Vittorio Negri, Philips (Universal).
- Vivaldi, Juditha Triumphans, Kammerorchester Berlin, Vittorio Negri, Philips (Universal).
- Wolf, italienisches Liederbuch, Goethe- und Keller-Lieder, E.A., Tom Krause, Irwin Gage, Rudolf Jansen, GLOBE.
- Wolf, spanisches Liederbuch, E.A., Rudolf Jansen (Piano), Hyperion.